# Andreas Pfeifer (Journalist)
Andreas Pfeifer (* 1965 in Bozen) ist ein aus Südtirol stammender österreichischer Journalist.

## Leben
Pfeifer wuchs in Bozen auf, studierte Germanistik und Musikwissenschaft an der Universität Innsbruck und absolvierte dort die Ausbildung zum Musiklehrer am Konservatorium Innsbruck.
Seit 1988 ist er beim ORF tätig, zunächst war er freier Mitarbeiter für Kultur im Landesstudio Tirol, später im Büro Bozen als Berichterstatter über Südtirol und Italien. 1996 wechselte er als Auslandskorrespondent ins ORF-Büro Washington, 1998 wurde er zum Leiter des Studios Italien berufen. 2001 wurde Pfeifer beauftragt, das Korrespondentenbüro in Rom neu zu eröffnen; bis 2007 berichtete er von dort u. a. über die Ära Berlusconi und den Wechsel von Papst Johannes Paul II. zu Papst Benedikt XVI. Ab Juli 2007 war er außenpolitischer Ressortleiter im Aktuellen Dienst des ORF-Fernsehens.
Am 1. November 2021 übernahm Pfeifer die Leitung des ORF-Büros in Berlin als Nachfolger von Birgit Schwarz.
2025 präsentierte er gemeinsam mit Mariella Gittler anlässlich des 80. Jahrestages des Endes des Zweiten Weltkrieges die Sendereihe Österreich – Die ganze Geschichte auf ORF III, zu der sie auch eine Buchreihe veröffentlicht haben.

## Auszeichnungen
- 2005: erster Preisträger des Robert-Hochner-Preises für seine Berichterstattung über das Begräbnis von Papst Johannes Paul II. und der Wahl von Papst Benedikt XVI. im Frühling 2005
- 2017: Filmfestival „Diagonale“: Franz-Grabner-Preis in der Kategorie Fernsehdokumentarfilm

## Buchveröffentlichungen
- Metamusik – Folio (Pfeifer/Kainrath)
- Geheimnis Vatikan – Ecowin (Boberski, Bruckmoser, Pfeifer)
- Österreich – Die ganze Geschichte